# BEST ALBUM
『BEST ALBUM』（ベスト・アルバム）は、堀江由衣の2枚目のベストアルバム。2012年9月20日にスターチャイルドから発売された。

## 概要
前作『秘密』から7か月ぶりのリリースとなる2012年2作目のアルバム。ベストアルバムとしては『ほっ?』以来9年ぶりとなるが、このアルバムはキャラクターソングベストアルバムだったため、本作が実質的な1作目となる。タイトルを『BEST ALBUM』にした理由は、分かり易いことと堀江自身がアルバムのタイトルが思い浮かばなかったため、同タイトルを採用するに至った。
販売形態は初回限定盤2種と通常盤の2種リリースで、初回限定版は2枚組、通常版はDISC 1のみ。DISC 1には「Love Destiny」から「夏の約束」までの、スターチャイルドから発売された全シングルの表題15曲が、DISC 2にはシングルカップリング曲の一部と『水たまりに映るセカイ』から『秘密』までの収録曲が収められている。また、ボーナストラックとしてライブDVD『クリスマスライブ〜由衣がサンタに着がえたら〜』特典CD収録の「HAPPY SNOW」が収録される。なお初回限定盤にはフランスで撮り下ろされた写真集が封入され、各形態のジャケット撮影も同地で行われた。
アートワークの撮影は、諸国を歴訪する堀江と今までのシングルを歌う堀江がリンクするというコンセプトから、フランスで行われた。また、撮影ではアンティーク風のトランクに今までのシングルのタイトルをあしらったステッカーが貼られているが、これはデザイナーによるもので、「一緒に旅をしてきた」というテーマが込められている。

## 収録曲

### DISC 1
| #         | タイトル                                      | 作詞                   | 作曲                   | 編曲                        | 時間  |
| --------- | --------------------------------------------- | ---------------------- | ---------------------- | --------------------------- | ----- |
| 1.        | 「Love Destiny」                              | 伊藤千夏               | 伊藤千夏               | 小林信吾                    | 4:33  |
| 2.        | 「キラリ☆宝物」                               | 雲子（イズミカワソラ） | 雲子（イズミカワソラ） | 十川知司                    | 3:48  |
| 3.        | 「ALL MY LOVE」                               | 伊藤千夏               | 伊藤千夏               | 小西貴雄                    | 4:51  |
| 4.        | 「心晴れて 夜も明けて」                       | 岡崎律子               | 岡崎律子               | 増田俊郎                    | 3:15  |
| 5.        | 「スクランブル」(歌：堀江由衣 with UNSCANDAL) | スズーキタカユキ       | スズーキタカユキ       | UNSCANDAL                   | 3:44  |
| 6.        | 「ヒカリ」                                    | 椎名可憐               | YUPA                   | YUPA                        | 3:48  |
| 7.        | 「Days」                                      | 田代智一・すやまちえこ | 田代智一               | 安藤高弘                    | 3:49  |
| 8.        | 「恋する天気図」                              | 只野菜摘               | 古池孝浩               | 古池孝浩                    | 4:53  |
| 9.        | 「バニラソルト」                              | Satomi                 | Funta7                 | 中塚武                      | 5:04  |
| 10.       | 「silky heart」                               | Satomi                 | 藤末樹                 | 川口圭太                    | 3:58  |
| 11.       | 「YAHHO!!」                                   | 堀江由衣               | 堀江由衣               | 大川茂伸                    | 4:00  |
| 12.       | 「インモラリスト」                            | 清竜人                 | 清竜人                 | たかはしごう                | 4:57  |
| 13.       | 「PRESENTER」                                 | 中村彼方               | Elements Garden        | 中山真斗（Elements Garden） | 4:27  |
| 14.       | 「Coloring」                                  | Minamoto.K・shu        | Minamoto.K             | 真下正樹・Minamoto.K        | 3:48  |
| 15.       | 「夏の約束」                                  | 川田瑠夏               | 宮崎誠                 | 宮崎誠                      | 3:56  |
| 合計時間: | 合計時間:                                     | 合計時間:              | 合計時間:              | 合計時間:                   | 62:51 |

### DISC 2 （初回限定盤のみ）
| #         | タイトル                                                                     | 作詞                   | 作曲                          | 編曲                                                    | 時間  |
| --------- | ---------------------------------------------------------------------------- | ---------------------- | ----------------------------- | ------------------------------------------------------- | ----- |
| 1.        | 「桜」(アルバム『水たまりに映るセカイ』収録)                                 | 有森聡美               | 櫻井真一                      | 太田美知彦                                              | 5:23  |
| 2.        | 「この指とまれ」(アルバム『黒猫と月気球をめぐる冒険』収録)                   | 雲子（イズミカワソラ） | 雲子（イズミカワソラ）        | 京田誠一                                                | 4:05  |
| 3.        | 「翼」(シングル「Love Destiny」カップリング曲)                               | 有森聡美               | 池田浩雄                      | 太田美知彦                                              | 4:38  |
| 4.        | 「お気に入りの自転車」(アルバム『Sky』収録)                                  | 雲子（イズミカワソラ） | 梶山織江（from swiss camera） | 山崎燿                                                  | 4:00  |
| 5.        | 「Angel 恋をした」(アルバム『Sky』収録)                                      | 岡崎律子               | 岡崎律子                      | 松浦有希 コーラス・コーラスアレンジ：岡崎律子           | 4:26  |
| 6.        | 「Romantic Flight」(アルバム『Sky』収録)                                     | 岡崎律子               | 岡崎律子                      | 村山達哉 コーラス・コーラスアレンジ：岡崎律子           | 3:29  |
| 7.        | 「It's my style」(シングル「ALL MY LOVE」カップリング曲)                     | 松浦有希               | 松浦有希                      | 松浦有希                                                | 5:09  |
| 8.        | 「A Girl in Love」(アルバム『楽園』収録)                                     | 岡崎律子               | 岡崎律子                      | 村山達哉・磯江俊道 コーラス・コーラスアレンジ：岡崎律子 | 3:10  |
| 9.        | 「笑顔の連鎖」(アルバム『楽園』収録)                                         | 岡崎律子               | 岡崎律子                      | 村山達哉・磯江俊道 コーラス・コーラスアレンジ：岡崎律子 | 3:32  |
| 10.       | 「マッシュルームマーチ」(アルバム『嘘つきアリスとくじら号をめぐる冒険』収録) | 椎名可憐               | 大川茂伸                      | 牧野信博                                                | 4:35  |
| 11.       | 「Say cheese!」(シングル「Days」カップリング曲)                              | 田代智一・すやまちえこ | 田代智一                      | 近藤昭雄                                                | 4:01  |
| 12.       | 「ずっと」(アルバム『Darling』収録)                                          | tiny*                  | 大川茂伸                      | 大川茂伸                                                | 5:07  |
| 13.       | 「JET!!」(アルバム『HONEY JET!!』収録)                                       | あさのますみ           | 大川茂伸                      | 大川茂伸                                                | 4:10  |
| 14.       | 「CHILDISH♥LOVE♥WORLD」(アルバム『秘密』収録)                                | 清竜人                 | 清竜人                        | 清竜人                                                  | 4:31  |
| 15.       | 「HAPPY SNOW」(『クリスマスライブ〜由衣がサンタに着がえたら〜』特典CD収録)   | 雲子（イズミカワソラ） | 雲子（イズミカワソラ）        | 神楽坂直樹                                              | 4:36  |
| 合計時間: | 合計時間:                                                                    | 合計時間:              | 合計時間:                     | 合計時間:                                               | 64:52 |

## タイアップ
| 曲名                    | タイアップ |
| DISC 1                  | DISC 1 |
| ----------------------- | --- |
| Love Destiny            | テレビアニメ『シスター・プリンセス』オープニングテーマ                                                                  |
| キラリ☆宝物             | OVA『ラブひな Again』オープニングテーマ                                                                                 |
| ALL MY LOVE             | テレビアニメ『陸上防衛隊まおちゃん』オープニングテーマ 文化放送系ラジオ『堀江由衣の天使のたまご』初代オープニングテーマ |
| 心晴れて 夜も明けて     | テレビアニメ『十兵衛ちゃん2〜シベリア柳生の逆襲〜』エンディングテーマ                                                   |
| スクランブル            | テレビアニメ『スクールランブル』オープニングテーマ                                                                      |
| ヒカリ                  | テレビアニメ『いぬかみっ!』オープニングテーマ                                                                           |
| Days                    | テレビアニメ『ながされて藍蘭島』オープニングテーマ                                                                      |
| 恋する天気図            | テレビアニメ『ながされて藍蘭島』後期エンディングテーマ                                                                  |
| バニラソルト            | テレビアニメ『とらドラ!』前期エンディングテーマ                                                                         |
| silky heart             | テレビアニメ『とらドラ!』後期オープニングテーマ                                                                         |
| YAHHO!!                 | テレビアニメ『かなめも』エンディングテーマ                                                                              |
| インモラリスト          | テレビアニメ『ドラゴンクライシス!』オープニングテーマ                                                                   |
| PRESENTER               | テレビアニメ『DOG DAYS』エンディングテーマ                                                                              |
| Coloring                | テレビアニメ『パパのいうことを聞きなさい!』エンディングテーマ                                                           |
| 夏の約束                | テレビアニメ『DOG DAYS'』エンディングテーマ                                                                             |
| DISC 2 (初回限定盤のみ) | |
| この指とまれ            | 文化放送系ラジオ『堀江由衣の天使のたまご』初代エンディングテーマ                                                        |
| 翼                      | テレビアニメ『シスター・プリンセス』エンディングテーマ                                                                  |
| Angel 恋をした          | 文化放送系ラジオ『堀江由衣の天使のたまご』2代目エンディングテーマ                                                       |
| Romantic Flight         | 文化放送系ラジオ『堀江由衣の天使のたまご』2代目オープニングテーマ                                                       |
| It's my style           | テレビアニメ『陸上防衛隊まおちゃん』エンディングテーマ                                                                  |
| Say cheese!             | テレビアニメ『ながされて藍蘭島』前期エンディングテーマ                                                                  |

## STAFF CREDIT
- Mastering Engineer：Hiroshi Kawasaki(川﨑洋)
- Mastering Studio：FLAIR MASTERING WORKS
- Art Direction & Design：Naoyuki Yoshida(吉田直之)（NRS516）
- Photographer：Tomoki Kuwajima(桑島智輝)
- Assistant Photographer：Kenichi Hashio(箸尾健一)
- Hair & Make-up：Keiko Tada(夛田恵子)（mod's hair）
- Stylist：Saori Shinohara
- Location Coordinator：Chika Yamauchi
- Artwork Coordinator：Yuriko Kamano(鎌野友理子)（KING RECORDS）
- Artist Management：Rui “B” Tanaka(田中"B"瑠衣)（VIMS）
- PC Staff：Setsuko Matsumoto（VIMS）
- Promoter：Kisara Takahashi(高橋きさら)（KING RECORDS）
- Sales Promoter：Mayumi Iwasaki(岩崎真佑美)（KING RECORDS）
- Executive Producer：Toshimichi Ohtsuki（KING RECORDS）、Mitsuyo Matsumoto(松本光代)（VIMS）
- Producer：Atsushi Moriyama(森山敦)（KING RECORDS）
- A&R Director：Haruki Hayashi(林玄規)（KING RECORDS）
- Special Thanks：Claire Varret、Camion Sala's、Meng W Service、Restaurant Petrelle、Extra Old Cafe、Hotel Balmoral、Domain de Roquerousse、Marie de Paris、Mairie de Ménerbes、Takumi Miyanaga、HORIE YUI NO TENSHI NO TAMAGO、BUNKA HOUSOU、Kuroneko Union(黒ネコ同盟)、KING SEKIGUCHIDAI STUDIO、SEVEN SEAS MUSIC、MAGES.、Mitsuru Ishii(石井満)（キング関口台スタジオ）